# Austria ai Giochi della I Olimpiade
L'Austria partecipò ai Giochi della I Olimpiade che si sono svolti dal 6 al 15 aprile 1896 ad Atene. Vinse due medaglie d'oro, una nei 500 metri stile libero di nuoto con Paul Neumann, una nella 12 ore di ciclismo con Adolf Schmal, conquistando anche una medaglia d'argento e due di bronzo.
Essa faceva parte dell'Impero austro-ungarico, ma i risultati sono separati in quanto Austria ed Ungheria erano due regni diversi con inno e bandiera diversi.

## Medaglie

### Medagliere per disciplina
| Sport    | Oro | Argento | Bronzo | Totale |
| -------- | --- | ------- | ------ | ------ |
| Ciclismo | 1   | 0       | 2      | 3      |
| Nuoto    | 1   | 1       | 0      | 2      |
| Totale   | 2   | 1       | 2      | 5      |

### Medaglie di oro
| Medaglia | Nome         | Sport    | Evento                 |
| -------- | ------------ | -------- | ---------------------- |
| Oro      | Paul Neumann | Nuoto    | 500 metri stile libero |
| Oro      | Adolf Schmal | Ciclismo | 12 ore di ciclismo     |

### Medaglie di argento
| Medaglia | Nome            | Sport | Evento                 |
| -------- | --------------- | ----- | ---------------------- |
| Argento  | Otto Herschmann | Nuoto | 100 metri stile libero |

### Medaglie di bronzo
| Medaglia | Nome         | Sport    | Evento                |
| -------- | ------------ | -------- | --------------------- |
| Bronzo   | Adolf Schmal | Ciclismo | Cronometro su pista   |
| Bronzo   | Adolf Schmal | Ciclismo | 10 kilometri su pista |

## Delegazione
| Sport    | Uomini | Donne | Totale |
| -------- | ------ | ----- | ------ |
| Ciclismo | 1      | 0     | 1      |
| Nuoto    | 1      | 0     | 1      |
| Scherma  | 1      | 0     | 1      |
| Totale   | 3      | 0     | 3      |

## Risultati

### Ciclismo

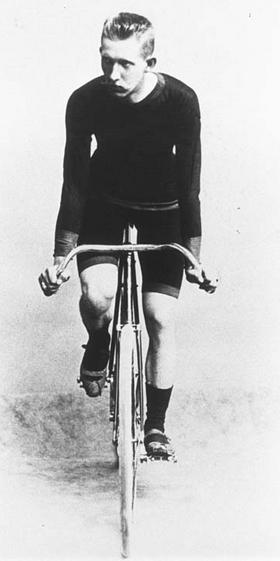
Adolf Schmal

| Atleta       | Evento              | Finale      | Finale     |
| Atleta       | Evento              | Risultato   | Classifica |
| ------------ | ------------------- | ----------- | ---------- |
| Adolf Schmal | 10 kilometri        | Sconosciuto |            |
| Adolf Schmal | 10 kilometri        | Ritirato    | Ritirato   |
| Adolf Schmal | 12 ore su pista     | 295,3 km    |            |
| Adolf Schmal | Cronometro su pista | 26"6        |            |

### Nuoto
| Atleta          | Evento                  | Finale   | Finale     |
| Atleta          | Evento                  | Tempo    | Classifica |
| --------------- | ----------------------- | -------- | ---------- |
| Otto Herschmann | 100 metri stile libero  | 1'22"2   |            |
| Paul Neumann    | 500 metri stile libero  | 8'12"6   |            |
| Paul Neumann    | 1200 metri stile libero | Ritirato | Ritirato   |

### Scherma
| Atleta       | Evento            | Finale    | Finale     |
| Atleta       | Evento            | Punteggio | Classifica |
| ------------ | ----------------- | --------- | ---------- |
| Adolf Schmal | Sciabola maschile | 7-11      | 4°         |